# 藤村 (小売業)
藤村は、新潟県柏崎市に本社を置きショッピングセンター「アイリータウン」やホームセンターなどを運営していた企業。2000年（平成12年）に自己破産申請を行い、多くが閉店となった。
破産手続き前時点ではショッピングセンター「アイリータウン」を柏崎市・長岡市・小千谷市・燕市の4店、ホームセンターを十日町市・六日町（現・南魚沼市）の2店運営していた。また、1997年（平成9年）時点ではアイリータウン4店、アイリーホームセンター10店をはじめ、総合衣料店「アルマ」や、おもちゃ・乳幼児用品店「プリティ」などを県内22か所で展開していた。

## 概要
柏崎市内で人形・玩具店を営んでいた藤村氏が米国での商業施設視察をきっかけに1974年（昭和49年）にホームセンター経営に進出。1988年（昭和63年）には同社として初めてショッピングセンターを手掛け、「アイリータウン」の1号店を柏崎市に開店。その後同年に小千谷市、1989年に長岡市、1990年に燕市に進出しアイリータウンは計4店となった。
1988年10月にオープンした柏崎市東長浜のアイリータウンは2階建てで、総合衣料品・雑貨の長崎屋、総合食品のサンドール新潟、スーパードラッグストアの藤村の3店舗を核として43店のテナントや1600台の駐車場、動く歩道（オートライン）を備えてスタートした。
1988年12月にオープンした小千谷ショッピングセンター（愛称：アイリータウン小千谷）はRC造2階建てで、ホームセンターの藤村、衣料品のリビング、総合食品のやませの3店を核店舗として800台の駐車場を備えてスタートした。
1989年10月にオープンした長岡堀金ショッピングセンター（愛称：アイリータウン長岡川崎）は平屋建ての建物に核となるアイリーホームセンターのほか飲食店など8テナントが入る形でスタートしたが、1992年（平成4年）に増床が行われ、魚の角上魚類、肉のヒルトップ（明治屋産業）などカテゴリーキラーのディスカウントストアを集めたパワーセンターとしての要素が加わった。

## 閉店後の店舗

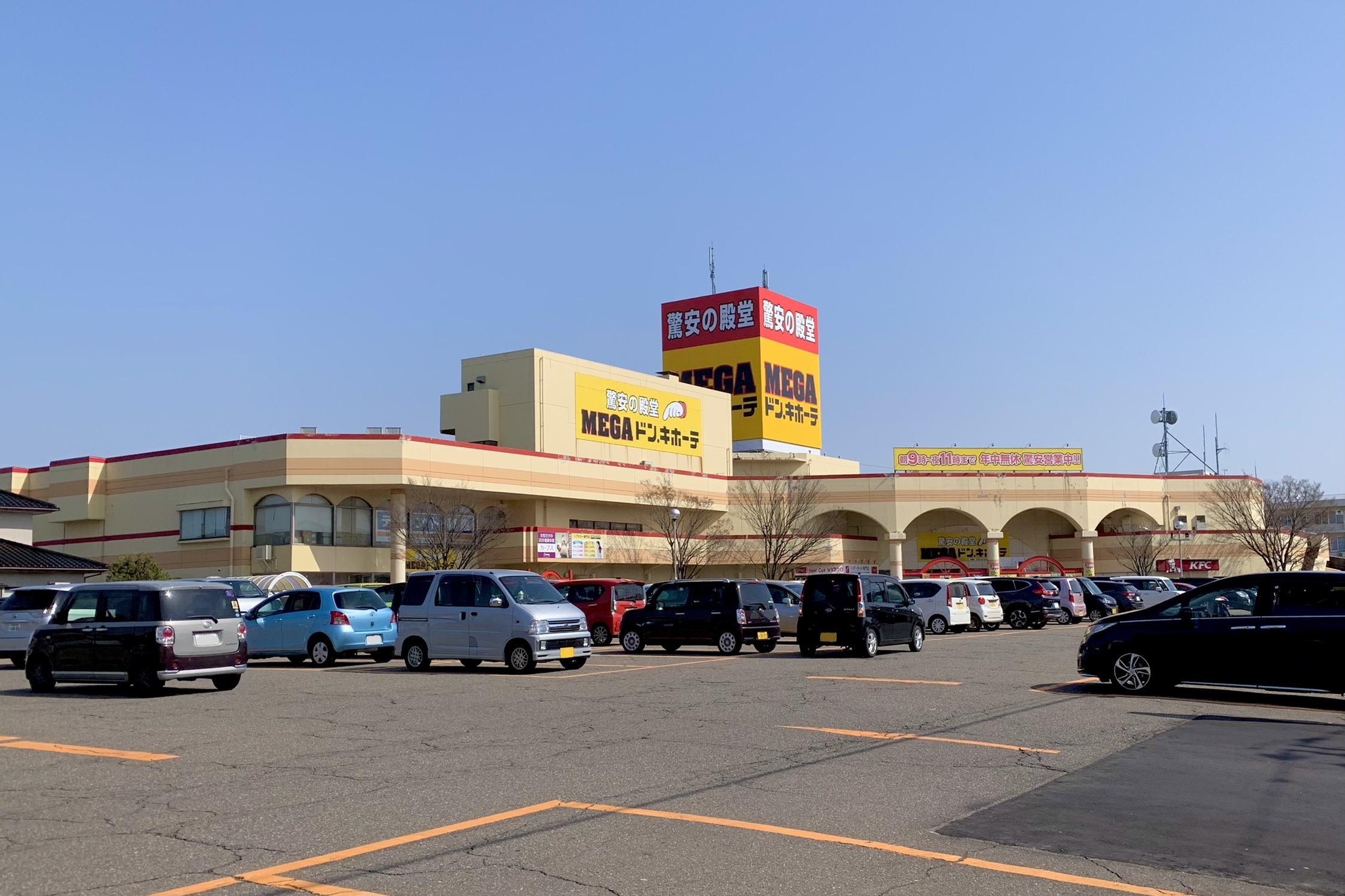
ラ・パーク柏崎を経てMEGAドン・キホーテとなった旧アイリータウン（2022年4月）

柏崎市のアイリータウンは2001年（平成13年）6月、全館改装を経てラ・パーク柏崎としてオープンした（詳細は過去に存在した長崎屋の店舗#新潟県を参照）。